# Przemysław Osiewicz
Przemysław Kazimierz Osiewicz (ur. 27 marca 1979) – polski nauczyciel akademicki, profesor nadzwyczajny UAM, doktor habilitowany nauk społecznych w zakresie nauk o polityce. Specjalista od stosunków międzynarodowych zajmujący się tematyką bliskowschodnią (głównie Cypr, Turcja i Iran).

## Życiorys
Absolwent I Liceum Ogólnokształcącego w Poznaniu (matura 1998). W latach 1998–2003 studiował stosunki międzynarodowe na Uniwersytecie im. Adama Mickiewicza w Poznaniu. Podjął studia doktoranckie zakończone w 2007 uzyskaniem stopnia naukowego doktora nauk humanistycznych w zakresie nauk o polityce (specjalność: międzynarodowe stosunki polityczne) na podstawie rozprawy doktorskiej pt. Pokojowa regulacja kwestii cypryjskiej. Aspekty prawne i polityczne (promotor: prof. Włodzimierz Malendowski). W 2014 roku uzyskał stopień doktora habilitowanego nauk społecznych w zakresie nauk o polityce (specjalność: stosunki międzynarodowe) na podstawie rozprawy habilitacyjnej pt. Wewnętrzne i zewnętrzne uwarunkowania kwestii cypryjskiej po 1974 roku. Aspekty polityczne.
Członek International Political Science Association. Członek zarządu poznańskich oddziałów PTNP i PTSM. Były ekspert Instytutu Sobieskiego. Wykładał na kilku zagranicznych uczelniach m.in. na Cyprze, w Turcji, Iranie, USA i na Tajwanie. Stypendysta Programu Fulbrighta. 

## Wybrane publikacje
Autor i współautor trzech monografii oraz ponad 60 artykułów naukowych.
1. Konflikt cypryjski, Wydawnictwo Naukowe PWN, Warszawa 2013
2. EU Membership and Its Influence on Poland’s Energy Security: Internal and External Dimensions, w: Poland’s Security: Contemporary Domestic and International Issues, pod red. S. Wojciechowskiego, A. Potyrały, Logos Verlag, Berlin 2013
3. European Exclaves in the Process of De-bordering and Re-bordering, pod red. J. Jańczaka, P. Osiewicza, Logos Verlag, Berlin 2012
4. Poland-Turkey: 600 Years of Friendship, pod red. M. Kurala, P. Osiewicza, A. Veysela, IMPR/the Embassy of the Republic of Poland in Turkey, Ankara 2014
5. Wstęp, w: Konstytucja Republiki Cypryjskiej, Wydawnictwo Sejmowe, Warszawa 2013
6. The Cyprus Issue and Its Impact on Turkey’s Accession to the EU, w: Turkey and Europe: Challenges and Opportunities, pod red. A. Szymańskiego, Polski Instytut Spraw Międzynarodowych, Warszawa 2012
7. Nicosia. Conflict and Cooperation in the Divided Capital City, w: Conflict and Cooperation in Divided Cities, pod red. Jarosława Jańczaka, Logos Verlag, Berlin 2009
8. The United Nations and the European Union: Influence on the Ongoing Negotiation Process in Cyprus, w: Proceedings of the 7th International Congress on Cyprus Studies, 4-6 November 2009, pod red. Ü.V. Osam, Eastern Mediterranean University Publications, Famagusta 2010
9. Iran: Regional Policy After 2005, „The Polish Quarterly of International Affairs” 2008, Vol. 17, No. 3
10. Zrozumieć współczesny terroryzm : wybrane aspekty fenomenu, Difin, Warszawa 2017.